# Falando de Esperança
Falando de Esperança é o EP de estreia do cantor brasileiro Saulo Fernandes. O álbum foi lançado em 1991, contendo seis faixas, sendo uma delas composta por Saulo Fernandes. O álbum foi gravado a partir do incentivo de seu tio Bosco Fernandes. Em 2014, Saulo Fernandes posou com o disco e publicou em seu Instagram. O disco se tornou uma preciosidade no mercado, sendo difícil de encontrar.

## Composição
O álbum contém seis faixas, sendo quatro delas "Reggae do Zé Burití", "Falando de Esperança", "Descendo o Velho Chico" e "Passeio do Reggae" composta pelo tio de Saulo Fernandes, Bosco Fernandes e Randesmar. A canção "Stefanny" é composição de Sandro Tourinho. Já Saulo Fernandes compôs a canção "Não dá prá te Esquecer".

## Lista de faixas
| Lado A |                        |                           |         |  |
| N.º    | Título                 | Compositor(es)            | Duração |  |
| 1.     | "Reggae do Zé Burití"  | Bosco Fernandes Randesmar |         |  |
| 2.     | "Stefanny"             | Sandro Tourinho           |         |  |
| 3.     | "Falando de Esperança" | Bosco Fernandes Randesmar |         |  |

| Lado B |                          |                           |         |  |
| N.º    | Título                   | Compositor(es)            | Duração |  |
| 4.     | "Descendo o Velho Chico" | Bosco Fernandes Randesmar |         |  |
| 5.     | "Não dá prá te Esquecer" | Saulo Fernandes           |         |  |
| 6.     | "Passeio do Reggae"      | Bosco Fernandes Randesmar |         |  |